# 北本町 (伊丹市)
北本町（きたほんまち）は、兵庫県伊丹市の町名。現行の行政地名は北本町一丁目から北本町三丁目。住居表示は未実施(地番整理済み)。2011年（平成23年）10月1日現在の人口は2,996人。郵便番号664-0836。

## 地理
伊丹市北部。北を北伊丹、東を北河原、南を伊丹、南西を宮ノ前、西を清水、北西を春日丘と接する。
町内の全域が伊丹市立伊丹小学校および北中学校の校区に属する。

## 歴史
旧大字伊丹および北河原の一部。1979年（昭和54年）に住居表示を実施し、北本町1〜3丁目の町丁を設定した。

### 地名の由来
伊丹郷町を南北に縦貫する本町通の北側に当たることより、南本町と一対で命名された。

## 交通
兵庫県道13号線（産業道路）が町内の南北を縦貫しており、町名の由来となった本町通はその一部を為している。伊丹市バスでは本町、伊丹北ノ口、卸売市場前などの停留所を町内に設置している。
町内に鉄道は通っておらず、南へ徒歩10〜15分のJR西日本福知山線伊丹駅が最寄り駅となる。

## 施設
2・3丁目には伊丹産業の関連施設が多く立地している。
- 伊丹市公設地方卸売市場
  - ファーマーズマーケット『スマイル阪神』 - 農産物直売所。
- 伊丹市消防局東消防署
- 萬徳寺
- 在日本大韓民国民団伊丹支部